# Église méthodiste de Graysontown
L'église méthodiste de Graysontown se trouve dans la communauté de Graysontown, dans le comté de Montgomery et l'État de Virginie, aux États-Unis.
Construit en 1895, cet édifice plain-pied compte trois travées et une nef. La tour centrale à deux niveaux, pourvue de frises accrochées, est surmontée d'un toit pyramidal. La façade de l'église est plaquée.
L'édifice est inscrit au Virginia Landmarks Register le 20 juin 1989 puis au Registre national des lieux historiques le 13 novembre 1989.